# Vicini davvero
Vicini davvero (Pared con pared) è un film del 2024 diretto da Patricia Font.
La pellicola è il rifacimento della film francese Un po', tanto, ciecamente

## Trama
Valentina è una pianista che si sta preparando per un'audizione. David invece è un inventore di giochi che ha bisogno di assoluta concentrazione e silenzio. I due sono divisi da un muro sottile e dovranno sforzarsi di vivere in armonia l'uno con l'altro.

## Distribuzione
Il film è stato distribuito sulla piattaforma Netflix il 12 aprile 2024.